# Юнацька збірна Уругваю з футболу (U-17)
Юнацька збірна Уругваю з футболу (U-17) — національна футбольна збірна Уругваю, що складається із гравців віком до 17 років. Керівництво командою здійснює Асоціація футболу Уругваю.
Головним континентальним турніром для команди є Юнацький чемпіонат Південної Америки з футболу (U-17), успішний виступ на якому дозволяє отримати путівку на Чемпіонат світу (U-17). Також може брати участь у товариських і регіональних змаганнях. Протягом 1980-х років функціонувала у форматі U-16.

## Виступи на міжнародних турнірах

### Юнацький чемпіонат світу (U-17)
| Статистика чемпіонатів світу (U-17) | Статистика чемпіонатів світу (U-17) | Статистика чемпіонатів світу (U-17) | Статистика чемпіонатів світу (U-17) | Статистика чемпіонатів світу (U-17) | Статистика чемпіонатів світу (U-17) | Статистика чемпіонатів світу (U-17) | Статистика чемпіонатів світу (U-17) | Статистика чемпіонатів світу (U-17) |
| Рік                                 | Раунд                               | Місце                               | І                                   | В                                   | Н                                   | П                                   | Г+                                  | Г-                                  |
| ----------------------------------- | ----------------------------------- | ----------------------------------- | ----------------------------------- | ----------------------------------- | ----------------------------------- | ----------------------------------- | ----------------------------------- | ----------------------------------- |
| 1985                                | не кваліфікувалася                  | не кваліфікувалася                  | не кваліфікувалася                  | не кваліфікувалася                  | не кваліфікувалася                  | не кваліфікувалася                  | не кваліфікувалася                  | не кваліфікувалася                  |
| 1987                                | не кваліфікувалася                  | не кваліфікувалася                  | не кваліфікувалася                  | не кваліфікувалася                  | не кваліфікувалася                  | не кваліфікувалася                  | не кваліфікувалася                  | не кваліфікувалася                  |
| 1989                                | не кваліфікувалася                  | не кваліфікувалася                  | не кваліфікувалася                  | не кваліфікувалася                  | не кваліфікувалася                  | не кваліфікувалася                  | не кваліфікувалася                  | не кваліфікувалася                  |
| 1991                                | груповий етап                       | 12-е                                | 3                                   | 1                                   | 0                                   | 2                                   | 1                                   | 3                                   |
| 1993                                | не кваліфікувалася                  | не кваліфікувалася                  | не кваліфікувалася                  | не кваліфікувалася                  | не кваліфікувалася                  | не кваліфікувалася                  | не кваліфікувалася                  | не кваліфікувалася                  |
| 1995                                | не кваліфікувалася                  | не кваліфікувалася                  | не кваліфікувалася                  | не кваліфікувалася                  | не кваліфікувалася                  | не кваліфікувалася                  | не кваліфікувалася                  | не кваліфікувалася                  |
| 1997                                | не кваліфікувалася                  | не кваліфікувалася                  | не кваліфікувалася                  | не кваліфікувалася                  | не кваліфікувалася                  | не кваліфікувалася                  | не кваліфікувалася                  | не кваліфікувалася                  |
| 1999                                | чвертьфінали                        | 8-е                                 | 4                                   | 1                                   | 1                                   | 2                                   | 8                                   | 5                                   |
| 2001                                | не кваліфікувалася                  | не кваліфікувалася                  | не кваліфікувалася                  | не кваліфікувалася                  | не кваліфікувалася                  | не кваліфікувалася                  | не кваліфікувалася                  | не кваліфікувалася                  |
| 2003                                | не кваліфікувалася                  | не кваліфікувалася                  | не кваліфікувалася                  | не кваліфікувалася                  | не кваліфікувалася                  | не кваліфікувалася                  | не кваліфікувалася                  | не кваліфікувалася                  |
| 2005                                | груповий етап                       | 15-е                                | 3                                   | 0                                   | 0                                   | 3                                   | 3                                   | 7                                   |
| 2007                                | не кваліфікувалася                  | не кваліфікувалася                  | не кваліфікувалася                  | не кваліфікувалася                  | не кваліфікувалася                  | не кваліфікувалася                  | не кваліфікувалася                  | не кваліфікувалася                  |
| 2009                                | чвертьфінали                        | 7-е                                 | 5                                   | 2                                   | 2                                   | 1                                   | 8                                   | 7                                   |
| 2011                                | віце-чемпіон                        | 2-е                                 | 7                                   | 5                                   | 0                                   | 2                                   | 11                                  | 5                                   |
| 2013                                | чвертьфінали                        | 6-е                                 | 5                                   | 3                                   | 1                                   | 1                                   | 14                                  | 6                                   |
| 2015                                | не кваліфікувалася                  | не кваліфікувалася                  | не кваліфікувалася                  | не кваліфікувалася                  | не кваліфікувалася                  | не кваліфікувалася                  | не кваліфікувалася                  | не кваліфікувалася                  |
| 2017                                | не кваліфікувалася                  | не кваліфікувалася                  | не кваліфікувалася                  | не кваліфікувалася                  | не кваліфікувалася                  | не кваліфікувалася                  | не кваліфікувалася                  | не кваліфікувалася                  |
| 2019                                | не кваліфікувалася                  | не кваліфікувалася                  | не кваліфікувалася                  | не кваліфікувалася                  | не кваліфікувалася                  | не кваліфікувалася                  | не кваліфікувалася                  | не кваліфікувалася                  |
| 2021                                | не визначено                        | не визначено                        | не визначено                        | не визначено                        | не визначено                        | не визначено                        | не визначено                        | не визначено                        |
| Усього                              | 6/19                                | 0 перемог                           | 27                                  | 12                                  | 4                                   | 11                                  | 45                                  | 33                                  |

### Юнацький чемпіонат Південної Америки (U-17)
| Статистика чемпіонатів Південної Америки (U-17) | Статистика чемпіонатів Південної Америки (U-17) | Статистика чемпіонатів Південної Америки (U-17) | Статистика чемпіонатів Південної Америки (U-17) | Статистика чемпіонатів Південної Америки (U-17) | Статистика чемпіонатів Південної Америки (U-17) | Статистика чемпіонатів Південної Америки (U-17) | Статистика чемпіонатів Південної Америки (U-17) | Статистика чемпіонатів Південної Америки (U-17) |
| Рік                                             | Раунд                                           | І                                               | В                                               | Н                                               | П                                               | Г+                                              | Г-                                              |                                                 |
| ----------------------------------------------- | ----------------------------------------------- | ----------------------------------------------- | ----------------------------------------------- | ----------------------------------------------- | ----------------------------------------------- | ----------------------------------------------- | ----------------------------------------------- | ----------------------------------------------- |
| 1985                                            | 5-е місце                                       | 8                                               | 3                                               | 1                                               | 4                                               | 11                                              | 13                                              |                                                 |
| 1986                                            | груповий етап                                   | 4                                               | 2                                               | 1                                               | 1                                               | 4                                               | 3                                               |                                                 |
| 1988                                            | груповий етап                                   | 4                                               | 1                                               | 1                                               | 2                                               | 5                                               | 6                                               |                                                 |
| 1991                                            | віце-чемпіон                                    | 7                                               | 3                                               | 3                                               | 1                                               | 19                                              | 4                                               |                                                 |
| 1993                                            | груповий етап                                   | 4                                               | 2                                               | 0                                               | 2                                               | 10                                              | 3                                               |                                                 |
| 1995                                            | третє місце                                     | 6                                               | 2                                               | 2                                               | 2                                               | 13                                              | 8                                               |                                                 |
| 1997                                            | груповий етап                                   | 4                                               | 2                                               | 0                                               | 2                                               | 4                                               | 4                                               |                                                 |
| 1999                                            | третє місце                                     | 6                                               | 4                                               | 1                                               | 1                                               | 14                                              | 6                                               |                                                 |
| 2001                                            | груповий етап                                   | 4                                               | 2                                               | 0                                               | 2                                               | 8                                               | 7                                               |                                                 |
| 2003                                            | четверте місце                                  | 7                                               | 4                                               | 0                                               | 3                                               | 14                                              | 10                                              |                                                 |
| 2005                                            | віце-чемпіон                                    | 7                                               | 5                                               | 1                                               | 1                                               | 15                                              | 5                                               |                                                 |
| 2007                                            | груповий етап                                   | 4                                               | 1                                               | 1                                               | 2                                               | 7                                               | 6                                               |                                                 |
| 2009                                            | третє місце                                     | 7                                               | 4                                               | 2                                               | 1                                               | 11                                              | 6                                               |                                                 |
| 2011                                            | віце-чемпіон                                    | 9                                               | 4                                               | 3                                               | 2                                               | 12                                              | 10                                              |                                                 |
| 2013                                            | четверте місце                                  | 9                                               | 4                                               | 4                                               | 1                                               | 20                                              | 12                                              |                                                 |
| 2015                                            | 5-е місце                                       | 9                                               | 6                                               | 0                                               | 3                                               | 17                                              | 10                                              |                                                 |
| 2017                                            | груповий етап                                   | 4                                               | 1                                               | 1                                               | 2                                               | 4                                               | 5                                               |                                                 |
| 2019                                            | 6-е місце                                       | 4                                               | 3                                               | 2                                               | 4                                               | 18                                              | 16                                              |                                                 |
| Усього                                          | 18/18                                           | 112                                             | 53                                              | 23                                              | 38                                              | 206                                             | 134                                             |                                                 |

## Титули і досягнення
- Чемпіонат світу (U-17)

- віце-чемпіон (1): 2011

- Юнацький чемпіонат Південної Америки (U-17)

- віце-чемпіон (3): 1991, 2005, 2011.